# Вронін (Опольське воєводство)
Вронін (пол. Wronin) — село в Польщі, у гміні Польська Церекев Кендзежинсько-Козельського повіту Опольського воєводства.
Населення — 340 осіб (2011).
У 1975-1998 роках село належало до Опольського воєводства.

## Демографія
Демографічна структура станом на 31 березня 2011 року:
|          | Загалом | Допрацездатний вік | Працездатний вік | Постпрацездатний вік |
| -------- | ------- | ------------------ | ---------------- | -------------------- |
| Чоловіки | 163     | 30                 | 106              | 27                   |
| Жінки    | 177     | 25                 | 97               | 55                   |
| Разом    | 340     | 55                 | 203              | 82                   |